# Andrzej Murzyn
Andrzej Józef Murzyn (ur. 1955) – polski pedagog, dr hab. nauk humanistycznych, profesor nadzwyczajny Zakładu Pedagogiki Wyższej Szkoły Bankowej w Poznaniu Wydziału Zamiejscowego w Chorzowie i Instytutu Pedagogiki Wydziału Nauk Społecznych Uniwersytetu Śląskiego.

## Życiorys
28 maja 1996 obronił pracę doktorską Simone de Beauvoir próba egzystencjalnej antropologii płci, 22 listopada 2005 habilitował się na podstawie pracy zatytułowanej Johann Friedrich Herbart i jego miejsce w kontekście pokantowskiej myśli idealistycznej. Otrzymał nominację profesorską. Został zatrudniony na stanowisku profesora na Wydziale Nauk Humanistycznych i Społecznych Wyższej Szkole Administracji w Bielsku-Białej.
Objął funkcję profesora nadzwyczajnego w Zakładzie Pedagogiki Wyższej Szkole Bankowej w Poznaniu na Wydziale Zamiejscowym w Chorzowie oraz w Instytucie Pedagogiki na Wydziale Nauk Społecznych Uniwersytetu Śląskiego.
Był kierownikiem Zakładu Pedagogiki Wyższej Szkoły Bankowej w Poznaniu Wydziału Zamiejscowego w Chorzowie.